# Airport Road
Airport Road es un Lugar designado por el censo situado en el Washakie en el estado estadounidense de Wyoming. La población era 297 habitantes en el censo de 2000.

## Geografía
Según el United States Census Bureau, el CDP tiene un área total de 9,7 km ², todos terrestres.

## Demografía
Según el censo del 2000, había 297 personas, 110 casas y 85 familias que residían en el CDP. La densidad de población era de 30.7/km ². La composición racial del CDP era:
- 89.56% Blancos
- 12,79% Hispanos o latinos
- 7,07% De otras razas
- 3.03% De dos o más razas
- 0.34% Afroamericanos

Había 110 casas, de las cuales un 33.6% tenían niños menores de 18 años que vivían con ellos, el 71,8% eran parejas casadas que vivían juntas, el 1.8% tenían un cabeza de familia femenino sin presencia del marido y un 22.7% eran no-familias. El 8.2% tenían a alguna persona anciana de 65 años de edad o más. 
En el CDP la separación poblacional era con un 26.3% menores de 18 años, el 6,7% de 18 a 24, un 21.2% de 25 a 44, un 29.0% de 45 a 64, y el 16,8% tenía 65 años de edad o más. La edad media fue de 43 años. Por cada 100 hembras había 91.6 varones. Por cada 100 mujeres mayores de 18 años, había 99,1 hombres. 
La renta mediana para una casa en el CDP era de $ 66.806, y la renta mediana para una familia era de 80.221 dólares. Los varones tenían una renta mediana de $ 31.042 contra los $ 20.458 para las hembras. El ingreso per cápita para el CDP era de $ 27.891. Nadie de la población o familias estaba debajo de la línea de pobreza. 

## Educación
La educación pública en la comunidad de Airport Road está provista por la Escuela del Distrito del Condado de Washakie # 1. El distrito cuenta con cinco campus:
- East Side Elementary
- South Side Elementary
- West Side Elementary
- Worland Middle School
- High School Worland